# Micronaias
Micronaias је род слатководних шкољки из породице Unionidae, речне шкољке.

## Врсте
Врсте у оквиру рода Micronaias:
- Micronaias arata (Lea, 1845)
- Micronaias fallaciosa (Simpson, 1914)
- Micronaias granadensis (Lea, 1868)